# Dobrowo
Dobrowo (niem. Groß Dubberow) – wieś sołecka Polsce, położona w województwie zachodniopomorskim, w powiecie białogardzkim, w gminie Tychowo. 
W latach 1954–1961 wieś należała i była siedzibą władz gromady Dobrowo, po jej zniesieniu w gromadzie Pomianowo. W latach 1975–1998 wieś należała do województwa koszalińskiego. 
Dobrowo jest siedzibą sołectwa, w skład którego wchodzi przysiółek Dobrówko (niem. Klein Dubberow). Osada Skarszewice została przyłączona do sołectwa Modrolas.
Według danych UM na dzień 31 grudnia 2014 roku wieś miała 693 stałych mieszkańców.

## Położenie
Wieś wielodrożnicowa leży ok. 13 km na północny zachód od Tychowa, między Żytelkowem a Bukówkiem, na prawym brzegu Liśnicy, przy trasie byłej linii wąskotorowej Białogard – Świelino. 
Około 1,4 na północ od wsi znajduje się wzniesienie Dąbrowica.

## Integralne części wsi
Do 31 grudnia 2024 r. integralną częścią wsi było Dobrówko (SIMC 0313532), które dzień później stało się wsią (SIMC 0313526).

## Historia
Wieś została założona przez ród von Kleistów (Kleszczów). Pierwsza wzmianka o tej miejscowości pochodzi z 1388 r. W 1867 r. liczyła 465 mieszkańców, znajdowało się tam pięćdziesiąt domów mieszkalnych oraz budynek szkolny i 38 budynków gospodarskich, natomiast stan bydła wynosił: 52 konie, 190 wołów, 1750 owiec, 60 świń i 5 kóz. W roku 1939 żyło w Dobrowie 665 osób w 168 gospodarstwach. Ziemniaki i zboże, były przerabiane przeważnie w miejscowej gorzelni oraz młynie. Do majątku należały również kuźnia, leśniczówka, zakład ogrodniczy i owczarnia.
Podczas II wojny światowej przez niemieckie siły zbrojne został w środku lasu założony magazyn amunicji „Der Stift”. Ostatnim właścicielem był Konrad Hermann von Kleist

## Zabytki

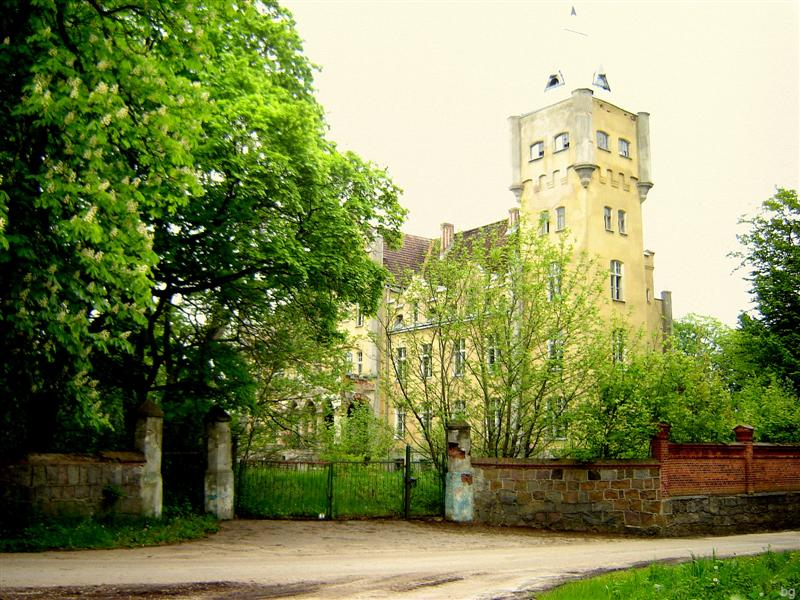
Pałac w Dobrowie

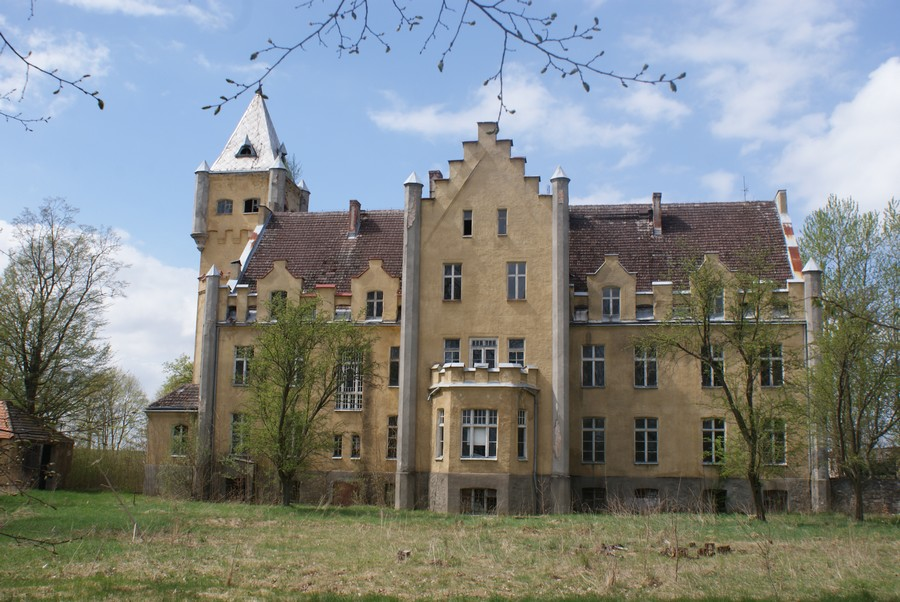
Pałac w Dobrowie

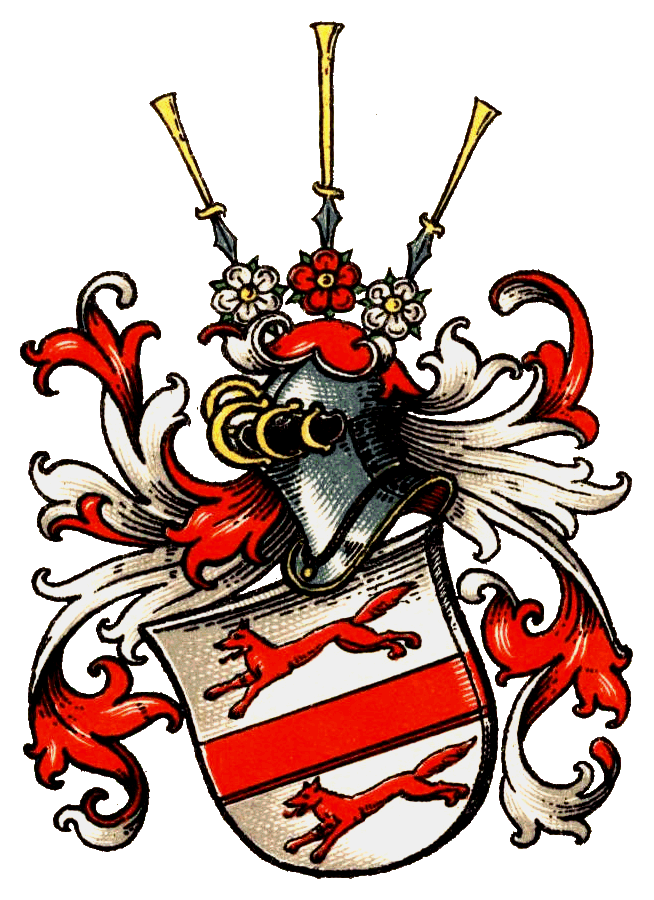
Herb von Kleist

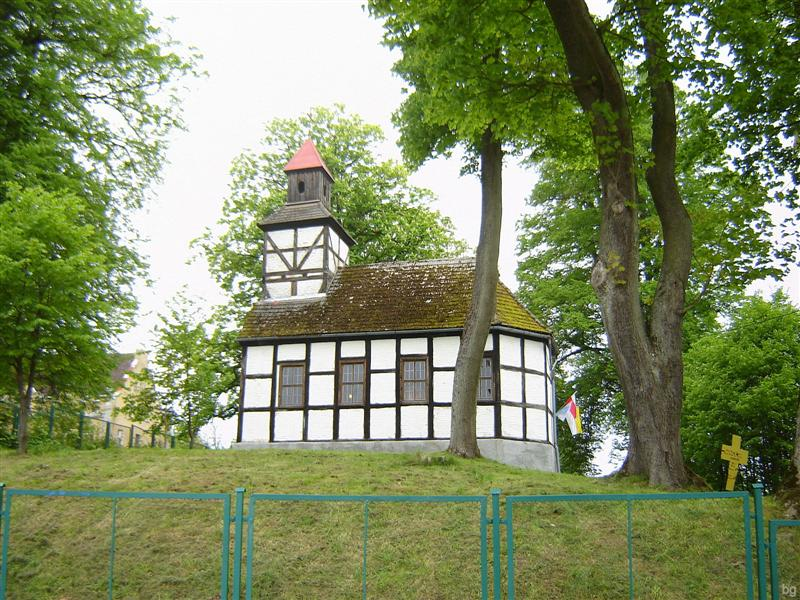
Kościół pw. św. Jana Kantego

Do wojewódzkiego rejestru zabytków wpisane są:
- kościół pw. św. Jana Kantego – kościół ewangelicki, obecnie rzymskokatolicki, o konstrukcji szachulcowej z XVIII/XIX wieku, zbudowany na wysokiej podmurówce, z dwuczłonową wieżyczką. Kościół parafialny, należący do dekanatu Białogard, diecezji koszalińsko-kołobrzeskiej, metropolii szczecińsko-kamieńskiej. Pierwotnie był kaplicą pałacową[11].
- zespół pałacowy z początku XX wieku. Należał do rodziny von Kleist:
  - pałac w stylu neogotyckim wzniesiony w połowie XIX wieku na XVI wiecznych fundamentach, z charakterystyczną 5-kondygnacyjną wieżą, przykrytą ostrosłupowym hełmem. Od frontu schody prowadzące do głównego wejścia, znajdującego się pod balonem podpartym arkadami z ostrymi łukami. Nad balkonem ryzalit zwieńczony trójkątnym frontonem ze uskokami. We frontonie herb rodziny von Kleist. Mieściła się tu szkoła, obecnie w rękach prywatnych, szybko popada w ruinę, przebudowany w latach 1975-1977;
  - park z połowy XIX wieku, o pow. 1,5 ha.

inne zabytki:
- cmentarzysko grobów skrzynkowych kultury pomorskiej
- nieczynny cmentarz założony w drugiej połowie XIX wieku.

## Gospodarka
Za czasów PGR prowadzona była intensywna hodowla bydła.
Jest tutaj również oczyszczalnia ścieków.

## Osoby urodzone w Dobrowie
- Ewald von Kleist-Schmenzin (1890–1945) – niemiecki polityk konserwatywny

## Kultura i sport
We wsi znajduje się gimnazjum.
Zespół sportowy we wsi to „Gryf” Dobrowo.